# Championnat du monde de hockey sur glace 2008
Navigation
Russie 2007 Suisse 2009

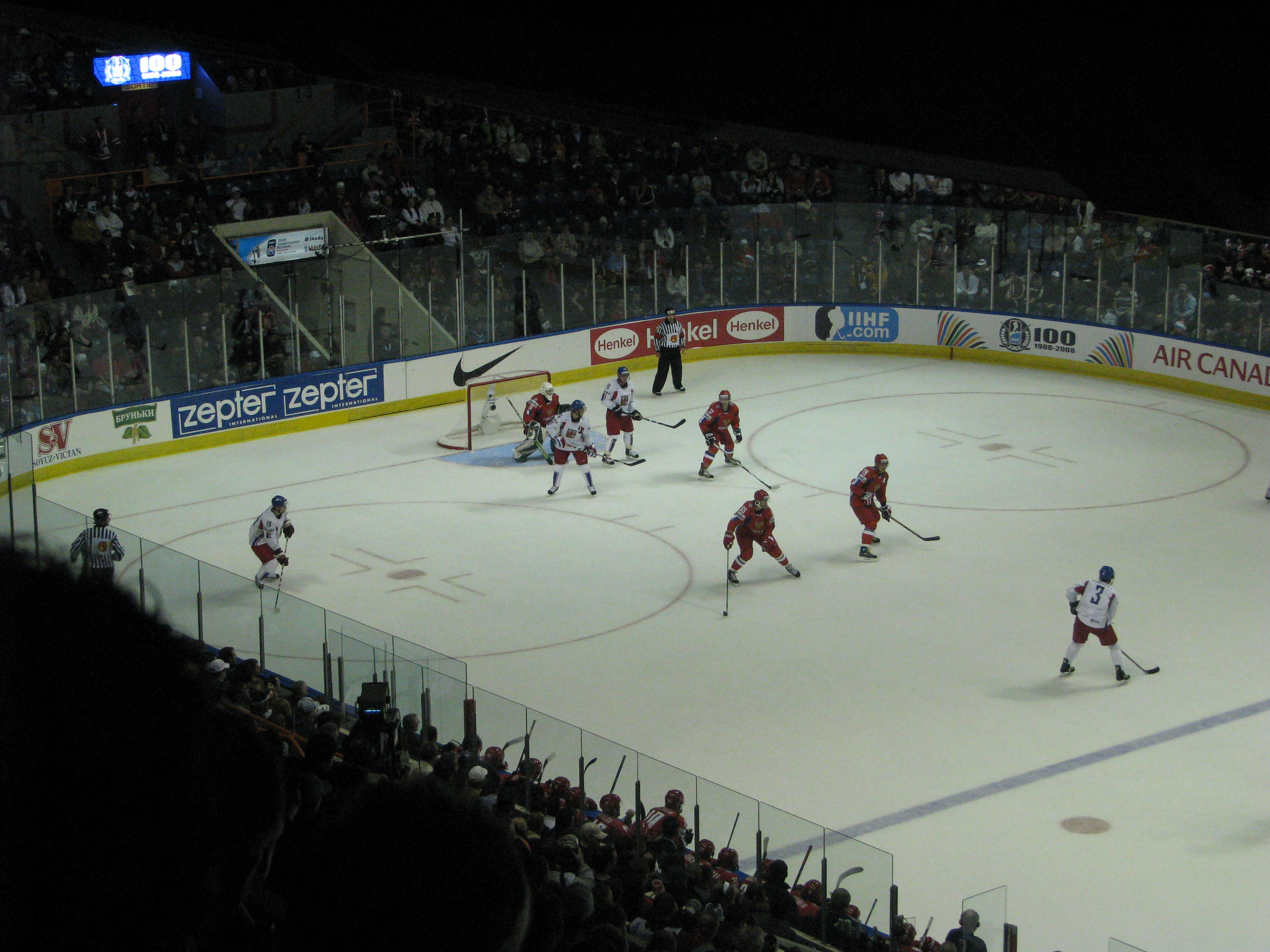
Match de première ronde Russie (en rouge) - République tchèque (en blanc), le 4 mai 2008 à Québec

Le 72e championnat du monde de hockey sur glace s'est tenu, pour le groupe élite, du 1er mai au 18 mai 2008 à Québec et Halifax au Canada. Le Canada qui a remporté la compétition en Russie en 2007 remettait son titre en jeu. Ces championnats du monde étaient la base des festivités en l'honneur du centenaire de la fédération internationale et faisaient partie des festivités entourant le 400e anniversaire de la ville de Québec.
La division I a vu ses matchs se disputer à Innsbruck en Autriche pour le groupe A et à Sapporo au Japon pour le groupe B. La division II joue en Roumanie et en Australie alors que la division III se joue au Luxembourg. Le tournoi de qualification pour la division III s'est disputé en Bosnie-Herzégovine.

## Groupe élite

### Tour préliminaire
Le groupe principal regroupe seize équipes, réparties en quatre groupes de quatre (de A à D).

(Toutes les heures sont indiquées en Heure avancée de l'est : UTC - 5H)
| Groupe A (Québec) - Biélorussie - France - Suède - Suisse | Groupe B (Halifax) - Canada - États-Unis - Lettonie - Slovénie | Groupe C (Halifax) - Finlande - Allemagne - Norvège - Slovaquie | Groupe D (Québec) - Tchéquie - Italie - Danemark - Russie |

Nota pour tous les tableaux : PJ = parties jouées, V = victoires, VP = victoire en prolongation, DP = défaite en prolongation, D = défaites, BP = buts pour, BC = buts contre, Pts = points

#### Groupe A (Québec)
| Équipe      | PJ | V | VP | DP | D | BP | BC | Pts |
| ----------- | -- | - | -- | -- | - | -- | -- | --- |
| Suisse      | 3  | 3 | 0  | 0  | 0 | 10 | 4  | 9   |
| Suède       | 3  | 2 | 0  | 0  | 1 | 17 | 9  | 6   |
| Biélorussie | 3  | 1 | 0  | 0  | 2 | 9  | 9  | 3   |
| France      | 3  | 0 | 0  | 0  | 3 | 2  | 16 | 0   |

#### Groupe B (Halifax)
| Équipe     | PJ | V | VP | DP | D | BP | BC | Pts |
| ---------- | -- | - | -- | -- | - | -- | -- | --- |
| Canada     | 3  | 3 | 0  | 0  | 0 | 17 | 5  | 9   |
| États-Unis | 3  | 2 | 0  | 0  | 1 | 13 | 6  | 6   |
| Lettonie   | 3  | 1 | 0  | 0  | 2 | 3  | 11 | 3   |
| Slovénie   | 3  | 0 | 0  | 0  | 3 | 2  | 13 | 0   |

#### Groupe C (Halifax)
| Équipe    | PJ | V | VP | DP | D | BP | BC | Pts |
| --------- | -- | - | -- | -- | - | -- | -- | --- |
| Finlande  | 3  | 2 | 1  | 0  | 0 | 11 | 5  | 8   |
| Norvège   | 3  | 1 | 0  | 1  | 1 | 6  | 10 | 4   |
| Allemagne | 3  | 1 | 0  | 0  | 2 | 7  | 10 | 3   |
| Slovaquie | 3  | 1 | 0  | 0  | 2 | 9  | 8  | 3   |

#### Groupe D (Québec)
| Équipe             | PJ | V | VP | DP | D | BP | BC | Pts |
| ------------------ | -- | - | -- | -- | - | -- | -- | --- |
| Russie             | 3  | 2 | 1  | 0  | 0 | 16 | 6  | 8   |
| République tchèque | 3  | 2 | 0  | 1  | 0 | 16 | 9  | 7   |
| Danemark           | 3  | 1 | 0  | 0  | 2 | 9  | 11 | 3   |
| Italie             | 3  | 0 | 0  | 0  | 3 | 5  | 20 | 0   |

### Tour de qualification

#### Groupe E (Québec)
| Équipe             | PJ | V | VP | DP | D | BP | BC | Pts |
| ------------------ | -- | - | -- | -- | - | -- | -- | --- |
| Russie             | 5  | 3 | 2  | 0  | 0 | 21 | 13 | 13  |
| Suède              | 5  | 3 | 0  | 0  | 2 | 23 | 16 | 9   |
| République tchèque | 5  | 2 | 1  | 1  | 1 | 20 | 14 | 9   |
| Suisse             | 5  | 3 | 0  | 0  | 2 | 16 | 15 | 9   |
| Biélorussie        | 5  | 0 | 0  | 3  | 2 | 13 | 18 | 3   |
| Danemark           | 5  | 0 | 1  | 0  | 4 | 9  | 26 | 2   |

#### Groupe F (Halifax)
| Équipe     | PJ | V | VP | DP | D | BP | BC | Pts |
| ---------- | -- | - | -- | -- | - | -- | -- | --- |
| Canada     | 5  | 5 | 0  | 0  | 0 | 30 | 9  | 15  |
| Finlande   | 5  | 3 | 1  | 0  | 1 | 16 | 12 | 11  |
| États-Unis | 5  | 3 | 0  | 0  | 2 | 25 | 13 | 9   |
| Norvège    | 5  | 1 | 0  | 1  | 3 | 8  | 20 | 4   |
| Allemagne  | 5  | 1 | 0  | 0  | 4 | 13 | 27 | 3   |
| Lettonie   | 5  | 1 | 0  | 0  | 4 | 8  | 19 | 3   |

* Lors du match Finlande - États-Unis, le premier but de la Finlande est passé sous le filet du gardien américain sans être entré par l'avant du but. Le juge vidéo, après avoir été sollicité par les arbitres sur la patinoire, l'a malgré tout accordé. À l'issue du match, et au regard de la vidéo, l'IIHF a déclaré que le but n'aurait pas dû être accordé et que le juge vidéo avait été renvoyé.

### Phase finale
|  | Quarts de finale | Quarts de finale |        |        | Demi-finales           | Demi-finales |  |  | Finale   | Finale |
|  | Quarts de finale | Quarts de finale |        |        | Demi-finales           | Demi-finales |  |  | Finale   | Finale |
|  |                  |                  |        |        |                        |              |  |  |          |        |
|  |                  |                  |        |        |                        |              |  |  |          |        |
|  |                  |                  |        |        |                        |              |  |  |          |        |
|  | Tchéquie         | 2                |        |        |                        |              |  |  |          |        |
|  | Tchéquie         | 2                |        |        |                        |              |  |  |          |        |
|  | Suède            | 3 a.p.           |        |        |                        |              |  |  |          |        |
|  | Suède            | 3 a.p.           | Suède  | 4      |                        |              |  |  |          |        |
|  |                  |                  | Suède  | 4      |                        |              |  |  |          |        |
|  |                  | Canada           | 5      |        |                        |              |  |  |          |        |
|  | Canada           | Canada           | 5      | 8      |                        |              |  |  |          |        |
|  | Canada           |                  |        | 8      |                        |              |  |  |          |        |
|  | Norvège          | 2                |        |        |                        |              |  |  |          |        |
|  | Norvège          | 2                | Canada | 4      |                        |              |  |  |          |        |
|  |                  |                  | Canada | 4      |                        |              |  |  |          |        |
|  |                  | Russie           | 5 a.p. |        |                        |              |  |  |          |        |
|  | Russie           | Russie           | 5 a.p. | 6      |                        |              |  |  |          |        |
|  | Russie           |                  |        | 6      |                        |              |  |  |          |        |
|  | Suisse           | 0                |        |        |                        |              |  |  |          |        |
|  | Suisse           | 0                | Russie | 4      |                        |              |  |  |          |        |
|  |                  |                  | Russie | 4      | Match pour la 3e place |              |  |  |          |        |
|  |                  | Finlande         | 0      |        |                        |              |  |  |          |        |
|  | Finlande         | Finlande         | 0      | 3 a.p. |                        |              |  |  |          |        |
|  | Finlande         |                  |        | 3 a.p. |                        |              |  |  |          |        |
|  | États-Unis       | 2                |        | Suède  | 0                      |              |  |  |          |        |
|  | États-Unis       | 2                |        | Suède  | 0                      |              |  |  |          |        |
|  |                  |                  |        |        |                        |              |  |  | Finlande | 4      |
|  |                  |                  |        |        |                        |              |  |  | Finlande | 4      |

### Barrages de relégation
Le quatrième du groupe A, la France, rencontre le quatrième du groupe D, l'Italie, à Québec. Le quatrième du groupe B, la Slovénie, rencontre le quatrième du groupe C, la Slovaquie, à Halifax. La série se déroulent au meilleur des trois matchs. Les perdants sont relégués en division 1.
L'Italie et la Slovénie sont reléguées en Division I.

### Classement final
Le classement final du groupe élite pour le championnat du monde 2008 est le suivant :
| Pos. | Équipe      |
| ---- | ----------- |
|      | Russie      |
|      | Canada      |
|      | Finlande    |
| 4.   | Suède       |
| 5.   | Tchéquie    |
| 6.   | États-Unis  |
| 7.   | Suisse      |
| 8.   | Norvège     |
| 9.   | Biélorussie |
| 10.  | Allemagne   |
| 11.  | Lettonie    |
| 12.  | Danemark    |
| 13.  | Slovaquie   |
| 14.  | France      |
| 15.  | Slovénie    |
| 16.  | Italie      |

### Médaillés
| Champions du monde Russie | Gardiens : Mikhaïl Birioukov, Aleksandr Ieriomenko, Ievgueni Nabokov Défenseurs : Dmitri Kalinine, Denis Grebechkov, Konstantin Korneïev, Andreï Markov, Daniil Markov, Vitali Prochkine, Ilia Nikouline, Fiodor Tioutine, Dmitri Vorobiov Attaquants : Maksim Afinoguenov, Sergueï Fiodorov, Konstantin Gorovikov, Ilia Kovaltchouk, Alekseï Morozov, Aleksandr Ovetchkine, Aleksandr Radoulov, Aleksandr Siomine, Maksim Souchinski, Alekseï Terechtchenko, Sergueï Moziakine, Danis Zaripov, Sergueï Zinoviev Entraîneurs : Viatcheslav Bykov, Igor Zakharkine |

| Argent Canada | Jay Bouwmeester, Brent Burns, Jason Chimera, Shane Doan, Sam Gagner, Ryan Getzlaf, Mike Green, Dan Hamhuis, Dany Heatley, Ed Jovanovski, Duncan Keith, Chris Kunitz, Pascal Leclaire, Jamal Mayers, Rick Nash, Derek Roy, Patrick Sharp, Jason Spezza, Martin Saint-Louis, Eric Staal, Steve Staios, Jonathan Toews, Cam Ward Entraîneur : Ken Hitchcock Réservistes : Mathieu Garon, Mark Giordano |

| Bronze Finlande | Niklas Bäckström, Sean Bergenheim, Riku Hahl, Hannes Hyvönen, Mikko Jokela, Jussi Jokinen, Olli Jokinen, Niko Kapanen, Ville Koistinen, Mikko Koivu, Saku Koivu, Sami Lepistö, Mikko Luoma, Antti-Jussi Niemi, Janne Niskala, Ville Peltonen, Antti Pihlström, Esa Pirnes, Mika Pyörälä, Karri Rämö, Tuomo Ruutu, Anssi Salmela, Teemu Selänne, Ossi Väänänen, Petri Vehanen Entraîneur : Doug Shedden |

## Division I
Elle regroupe douze équipes réparties en deux groupes joués en Autriche et au Japon.
| Groupe A (Innsbruck) - Autriche - Kazakhstan - Grande-Bretagne - Corée du Sud - Pays-Bas - Pologne | Groupe B (Sapporo) - Croatie - Estonie - Japon - Hongrie - Lituanie - Ukraine |

### Résultats
Groupe A (à Innsbruck)
| Équipe          | PJ | V | VP | DP | P | BP | BC | PTS |
| --------------- | -- | - | -- | -- | - | -- | -- | --- |
| Autriche        | 5  | 5 | 0  | 0  | 0 | 34 | 11 | 15  |
| Kazakhstan      | 5  | 3 | 1  | 0  | 1 | 21 | 12 | 11  |
| Pologne         | 5  | 2 | 1  | 1  | 1 | 18 | 17 | 9   |
| Grande-Bretagne | 5  | 2 | 0  | 1  | 2 | 19 | 17 | 7   |
| Pays-Bas        | 5  | 0 | 1  | 0  | 4 | 15 | 30 | 2   |
| Corée du Sud    | 5  | 0 | 0  | 1  | 4 | 8  | 27 | 1   |

Groupe B (à Sapporo)
| Équipe   | Japon    | Estonie | Hongrie | Ukraine  | Croatie | Lituanie |
| -------- | -------- | ------- | ------- | -------- | ------- | -------- |
| Japon    |          | 7-3     | 2-4     | 2-3 (TF) | 3-0     | 5-0      |
| Estonie  | 3-7      |         | 3-5     | 1-3      | 1-2     | 1-4      |
| Hongrie  | 4-2      | 5-3     |         | 4-2      | 3-0     | 6-0      |
| Ukraine  | 3-2 (TF) | 3-1     | 2-4     |          | 4-0     | 6-1      |
| Croatie  | 0-3      | 2-1     | 0-3     | 0-4      |         | 3-4      |
| Lituanie | 0-5      | 4-1     | 0-6     | 1-6      | 4-3     |          |

| Équipe   | PJ | V | VP | DP | P | BP | BC | PTS |
| -------- | -- | - | -- | -- | - | -- | -- | --- |
| Hongrie  | 5  | 5 | 0  | 0  | 0 | 22 | 7  | 15  |
| Ukraine  | 5  | 3 | 1  | 0  | 1 | 18 | 8  | 11  |
| Japon    | 5  | 3 | 0  | 1  | 1 | 19 | 10 | 10  |
| Lituanie | 5  | 2 | 0  | 0  | 3 | 9  | 21 | 6   |
| Croatie  | 5  | 0 | 1  | 0  | 4 | 5  | 15 | 2   |
| Estonie  | 5  | 0 | 0  | 1  | 4 | 9  | 21 | 1   |

### Bilan
L'Autriche et la Hongrie accèderont au groupe « élite » pour l'édition 2009, alors que la Corée du Sud et l'Estonie sont rétrogradées en division II,.

## Division II
Elle regroupe également douze équipes réparties en deux groupes joués en Roumanie et en Australie.
| Groupe A (Miercurea-Ciuc) - Belgique - Bulgarie - Israël - Irlande - Roumanie - Serbie | Groupe B (Newcastle, Australie) - Australie - Chine - Espagne - Islande - Mexique - Nouvelle-Zélande |

### Résultats
Groupe A (à Miercurea-Ciuc en Roumanie)
| Équipe   | Roumanie | Belgique | Serbie   | Bulgarie | Irlande | Israël  |
| -------- | -------- | -------- | -------- | -------- | ------- | ------- |
| Roumanie |          | 5-1      | 10-0     | 16-0     | 21-1    | 13-0    |
| Belgique | 1-5      |          | 5-4 (TF) | 8-1      | 9-1     | 6-3     |
| Serbie   | 0- 10    | 4-5 (TF) |          | 11-2     | 13-1    | 4-1     |
| Bulgarie | 0-16     | 1-8      | 2-11     |          | 7-4     | 4-5 (P) |
| Irlande  | 1-21     | 1-9      | 1-13     | 4-7      |         | 1-7     |
| Israël   | 0-13     | 3-6      | 1-4      | 5-4 (P)  | 7-1     |         |

| Équipe   | PJ | V | VP | DP | P | BP | BC | PTS |
| -------- | -- | - | -- | -- | - | -- | -- | --- |
| Roumanie | 5  | 5 | 0  | 0  | 0 | 65 | 2  | 15  |
| Belgique | 5  | 3 | 1  | 0  | 1 | 29 | 14 | 11  |
| Serbie   | 5  | 3 | 0  | 1  | 1 | 32 | 19 | 10  |
| Israël   | 5  | 1 | 1  | 0  | 3 | 16 | 28 | 5   |
| Bulgarie | 5  | 1 | 0  | 1  | 3 | 14 | 44 | 4   |
| Irlande  | 5  | 0 | 0  | 0  | 5 | 8  | 57 | 0   |

Groupe B (à Newcastle en Australie)
| Équipe           | Australie | Espagne  | Islande  | Chine    | Nouvelle-Zélande | Mexique |
| ---------------- | --------- | -------- | -------- | -------- | ---------------- | ------- |
| Australie        |           | 5-3      | 3-0      | 1-0      | 4-2              | 7-1     |
| Espagne          | 3-5       |          | 4-3      | 4-5 (TF) | 5-4              | 4-2     |
| Islande          | 0-3       | 3-4      |          | 4-5 (TF) | 6-3              | 4-6     |
| Chine            | 0-1       | 5-4 (TF) | 5-4 (TF) |          | 6-2              | 5-3     |
| Nouvelle-Zélande | 2-4       | 4-5      | 3-6      | 2-6      |                  | 0-2     |
| Mexique          | 1-7       | 2-4      | 6-4      | 3-5      | 2-0              |         |

| Équipe           | PJ | V | VP | DP | P | BP | BC | PTS |
| ---------------- | -- | - | -- | -- | - | -- | -- | --- |
| Australie        | 5  | 5 | 0  | 0  | 0 | 20 | 6  | 15  |
| Chine            | 5  | 2 | 2  | 0  | 1 | 21 | 14 | 10  |
| Espagne          | 5  | 3 | 0  | 1  | 1 | 20 | 19 | 10  |
| Mexique          | 5  | 2 | 0  | 0  | 3 | 14 | 20 | 6   |
| Islande          | 5  | 1 | 0  | 1  | 3 | 17 | 21 | 4   |
| Nouvelle-Zélande | 5  | 0 | 0  | 0  | 5 | 11 | 23 | 0   |

### Bilan
L'Australie et la Roumanie accèderont à la division I pour l'édition 2009 alors que la Nouvelle-Zélande et l'Irlande sont rétrogradées en division III,.

## Division III
Six nations participent au groupe III mais seulement cinq nations sont qualifiées à l'issue du championnat de 2007 : les quatre équipes de la division III et l'équipe reléguée de la division II. Une phase de qualification précède donc les matchs de la division III.
| Qualification (Sarajevo) - Arménie - Bosnie-Herzégovine - Grèce | Division III (Luxembourg) - Afrique du Sud - Corée du Nord - Grèce - Luxembourg - Mongolie - Turquie |

### Phase de qualification
Les matchs de qualification pour le groupe III se jouent dans la patinoire Olympic Sports Hall Zetra de Sarajevo en Bosnie-Herzégovine. Avec deux victoires en deux matchs, les Grecs se qualifient pour la division III. Le lendemain, les Arméniens remportent la victoire 18-1 mais les résultats des deux matchs de l'équipe sont par la suite invalidés, la direction de l'équipe refusant de montrer les passeports des joueurs.

### Division III (à Luxembourg)
| Équipe         | Grèce    | Luxembourg | Mongolie | Turquie | Afrique du Sud | Corée du Nord |
| -------------- | -------- | ---------- | -------- | ------- | -------------- | ------------- |
| Grèce          |          | 2-3 (TF)   | 10-4     | 1-9     | 1-5            | 3-7           |
| Luxembourg     | 2-3 (TF) |            | 9-0      | 5-4 (P) | 4-5            | 1-2           |
| Mongolie       | 4-10     | 0-9        |          | 3-11    | 4-12           | 0-17          |
| Turquie        | 9-1      | 4-5 (P)    | 11-3     |         | 1-7            | 2-8           |
| Afrique du Sud | 5-1      | 5-4        | 12-4     | 7-1     |                | 0-6           |
| Corée du Nord  | 7-3      | 2-1        | 17-0     | 8-2     | 6-0            |               |

| Équipe         | PJ | V | VP | DP | P | BP | BC | PTS |
| -------------- | -- | - | -- | -- | - | -- | -- | --- |
| Corée du Nord  | 5  | 5 | 0  | 0  | 0 | 40 | 6  | 15  |
| Afrique du Sud | 5  | 4 | 0  | 0  | 1 | 29 | 16 | 12  |
| Luxembourg     | 5  | 1 | 2  | 0  | 2 | 22 | 13 | 7   |
| Turquie        | 5  | 2 | 0  | 1  | 2 | 27 | 24 | 7   |
| Grèce          | 5  | 1 | 0  | 1  | 3 | 17 | 28 | 4   |
| Mongolie       | 5  | 0 | 0  | 0  | 5 | 11 | 59 | 0   |

### Bilan
La Corée du Nord et l'Afrique du Sud gagnent donc leur ticket pour la division II pour l'édition 2009.